# Хмелево (Кувшиновский район)
Хмелево — опустевшая деревня в Кувшиновском районе Тверской области. Входит в состав Тысяцкого сельского поселения.

## География
Находится в центральной части Тверской области на расстоянии приблизительно 14 км по прямой на север-северо-запад от города Кувшинова, административного центра района.

## История
Была отмечена еще на карте 1825 года. В 1859 году здесь (деревня Вышневолоцкого уезда) было учтено 15 дворов. На карте 1938 года отмечена как поселение с 16 дворами. До 2015 года входила в состав Борзынского сельского поселения.

## Население
Численность населения составляла 96 человек (1859 год), 0 как в 2002 году, так и в 2010.